# Аверченко, Аркадий Тимофеевич
Арка́дий Тимофе́евич Аве́рченко (15 [27] марта 1880, Севастополь — 12 марта 1925, Прага) — русский писатель, сатирик, драматург и театральный критик, редактор журналов «Сатирикон» (1908—1913) и «Новый Сатирикон» (1913—1918).

## Биография

### Дореволюционная жизнь
Родился 15 (27) марта 1880 года в Севастополе, в семье небогатого купца Тимофея Петровича Аверченко и Сусанны Павловны Софроновой, дочери отставного солдата из Полтавщины.
А. Т. Аверченко не получил никакого начального образования, так как из-за плохого зрения и слабого здоровья не мог долго заниматься. Но недостаток образования со временем компенсировался природным умом.
Работать Аверченко начал рано, ещё в 15 лет. С 1896 по 1897 год служил младшим писцом в транспортной конторе Севастополя. Продержался он там недолго, чуть больше года, и впоследствии описал этот период своей жизни в иронической «Автобиографии», а также в рассказе «О пароходных гудках».
В 1897 году Аверченко уезжает работать конторщиком в Донбасс, на Брянский рудник. Там он проработал четыре года, впоследствии написав несколько рассказов о жизни на руднике («Вечером», «Молния» и др.).
В начале 1900-х годов он переезжает вместе с правлением рудников в Харьков, где 31 октября 1903 года в газете «Южный край» появляется его рассказ «Как мне пришлось застраховать жизнь» (позднее издан в «Сатириконе» № 33 за 1909 год как «Господин Цацкин», также в виде пьесы «Рыцарь индустрии» послужил одним из источников пьесы «Игра со смертью»). Сам же Аверченко считал своим литературным дебютом рассказ «Праведник» (1904).
В 1906—1907 годах он, совершенно забросив службу, редактирует сатирические журналы «Штык» и «Меч», а в 1907 году эти издания стали первой постоянной трибуной Аверченко, который вёл почти все разделы под многочисленными псевдонимами. Но его увольняют из правления со словами: «Вы хороший человек, но ни к чёрту не годитесь». По собственным словам, Аверченко уезжает в 1907 году из Харькова в Петербург, не оплатив штрафа в 500 рублей за содержание 9-го номера журнала «Меч».
В столице он становится сотрудником второстепенных изданий, в том числе в теряющем подписчиков журнале М. Г. Корнфельда «Стрекоза».
В 1908 году группа молодых сотрудников «Стрекозы» решает издавать новый журнал — «Сатирикон», секретарём, а вскоре и редактором которого становится Аверченко.
Аверченко многие годы с успехом работает в коллективе журнала с известными людьми — Тэффи, Сашей Чёрным, Осипом Дымовым, Н. В. Ремизовым (Ре-Ми) и др. Именно там появились его самые блестящие юмористические рассказы. За время работы Аверченко в «Сатириконе» этот журнал стал необычайно популярен, по мотивам рассказов Аверченко ставились пьесы во многих театрах страны («Литейном театре», «Кривом зеркале», «Летучей мыши»). Для Аверченко работа в этом издании стала центральной вехой в творческой биографии. Продолжаются начатые в Харькове поиски собственных тем, стиля, жанра. За острую политическую направленность некоторых материалов Аверченко подвергался судебному преследованию, но популярность от этого не уменьшилась. В 1911 году он принял участие в коллективном романе «Три буквы» на страницах «Синего журнала».
В 1911—1912 гг. Аверченко дважды путешествует по Европе со своими друзьями-сатириконцами (художниками А. А. Радаковым и Н. В. Ремизовым). Эти путешествия послужили Аверченко богатым материалом для творчества: в 1912 году вышла его популярная книга «Экспедиция сатириконцев в Западную Европу».
А. Т. Аверченко писал также многочисленные театральные рецензии под псевдонимами Ave, Волк, Фома Опискин, Медуза-Горгона, Фальстаф и др.
В 1913 году, на почве конфликта с издателем Корнфельдом, Аверченко основывает свой журнал «Новый Сатирикон», и уводит туда большую часть коллектива старого Сатирикона.
После Октябрьской революции Аверченко и весь коллектив журнала заняли отрицательную позицию по отношению к большевистской власти, и в июле 1918 года большевики закрыли «Новый Сатирикон» вместе с другими оппозиционными изданиями. Чтобы вернуться к себе в родной Севастополь (в Крым, занятый белыми), Аверченко пришлось пройти через многочисленные передряги, пробираясь через Россию и оккупированную немцами территорию в Крым.
До отъезда в Крым проживал в Петрограде в знаменитом Толстовском доме в 203-й квартире.

### В Крыму при Крымском краевом правительстве, Крымской ССР, ВСЮР и Врангеле
Зимой 1919 года через Ростов-на-Дону он прибыл в Крым. Выступал с публичными вечерами юмора, как фельетонист печатался в газете «Таврический голос», органе Второго Крымского краевого правительства (фельетон «Крыса с корабля» о Максиме Горьком). Министр юстиции В. Д. Набоков (отец В. В. Набокова), опекающий газету, хорошо знал Аверченко. В кинотеатре «Баян» в Симферополе 16 марта 1919 прошёл вечер Сатирикона. На короткое время летом 1919 года в Крыму утверждается власть Крымской ССР под руководством Д. И. Ульянова. Аверченко, не успевший отплыть с французами, пережидает, но террора, как в 1917 году и впоследствии в 1920 году при Крымской ССР не произошло, и позиция Аверченко в поддержку Доброармии (фельетон «О буржуях и прочем таком») последствий для него не имела. Вскоре Крым опять захватили силы ВСЮР.
В апреле 1920 года Аверченко открыл в Севастополе театр-кабаре «Гнездо перелетных птиц». Театр занимал небольшое полуподвальное помещение в доме 8 по улице Екатерининской. Представления театра получили признание публики. Летом труппа театра успешно гастролировала по Югу России, посетив Евпаторию и Симферополь.
С июля 1919 года Аверченко работал в газете «Юг» (впоследствии — «Юг России»), отвечал за литературную часть, агитируя за помощь Добровольческой армии. Сотрудничал с импровизированным «Театром актёра». В 1920 году писал в пользу Русской армии барона П. Н. Врангеля. В Симферополе в типографии «Таврического голоса» в 1920 году был отпечатан первый тираж его книги «Дюжина ножей в спину революции». Анонс в газете вышел 24 июня: «Печатается и на днях поступит в продажу новая книга Аркадия Аверченко „Дюжина ножей в спину революции“». Парижское издание 1921 года было вторым. В Севастополе выходит сборник Аверченко «Нечистая сила», на средства Русской армии, тираж которого вскоре вывезут в Константинополь. Перекоп пал, и 15 ноября 1920 года Севастополь был взят красными. 13 ноября Аверченко в ходе Крымской эвакуации на одном из последних пароходов отплыл в Константинополь.

### В эмиграции
В Константинополе Аверченко чувствовал себя более или менее уютно, так как там в то время находилось очень много русских беженцев, таких же белых эмигрантов, как и он. В Константинополе Аверченко стал сотрудником ежедневной газеты «Presse du Soir», выходившей на французском языке с русским вкладышем «Вечерняя пресса». Здесь Аверченко возродил театр «Гнездо перелётных птиц», пользовавшийся популярностью у русских эмигрантов.
13 апреля 1922 года Аверченко переезжает в Софию, затем в Белград. Ни в одном из этих городов Аверченко надолго не остался, а переехал 17 июня 1922 года в Прагу на постоянное место жительства. Получил чехословацкую визу. Снимал номер в гостинице «Золотая гусыня» на Вацлавской площади. Активно сотрудничал с пражскими газетами. В Prager Presse вёл рубрику «Аверченко и мир», писал также для газеты Lidové Noviny, редактором которой был Карел Чапек. Литературным агентом Аверченко в это время стал Венцеслав Швиговский, знаменитый журналист из киевской диаспоры Чехии.
16 июля 1924 года Аркадию Аверченко была проведена операция по удалению левого глаза, после чего писатель серьёзно заболел. 22 декабря уехал на лечение в Подебрады. 28 января 1925 года покинул курортный городок, его в почти бессознательном состоянии положили в клинику при Пражской городской больнице с диагнозом: «ослабление сердечной мышцы, расширение аорты и склероз почек». Спасти Аверченко не смогли, и утром 12 марта 1925 года он скончался на 45-м году жизни. Похоронен на Ольшанском кладбище в Праге. Организацией похорон Аверченко занимался Союз русских журналистов и писателей, который принял решение о погребении писателя в металлическом гробу «в предвидении того, что в будущем, может быть, родственниками покойного или представителями русских культурных организаций пожелают перевести его в Россию».

## Адреса в Петербурге/Петрограде
- С 1909 по 1913 год жил через дом от известного ресторана «Вена» (улица Гоголя, 13/8) — на улице Гоголя (Малая Морская), 9. Он приходил в ресторан вечером, спасаясь от докучливых посетителей[15][16][17][18][19].
- С 1913 по 1917 год жил в Толстовском доме, в квартире № 203, по историческому адресу Набережная Фонтанки 52-54 — Троицкая 15—17 (современный адрес Набережная Фонтанки 54 — Рубинштейна 15—17)[20][21].

## Творчество
Согласно Д. А. Левицкому, количество написанных Аверченко рассказов и фельетонов превышает тысячу. Первый рассказ писателя «Уменье жить» был опубликован в 1902 году в харьковском журнале «Одуванчик». В период революционных событий 1905—1907 гг., обнаруживая в себе публицистический талант, Аверченко публикует в периодике очерки, фельетоны и юморески, а также выпускает быстро запрещённые цензурой несколько номеров собственных сатирических журналов «Штык» и «Меч».
В 1910 году выходят его сборники «Рассказы (юмористические). Книга первая», «Зайчики на стене. Рассказы (юмористические). Книга вторая» и «Весёлые устрицы»; последний имел более двадцати переизданий. Эти книги сделали его имя известным среди большого числа российских читателей. В этом году вышел сборник рассказов в чешском переводе.
После публикации статьи «Марк Твен» в журнале «Солнце России» за 1910 год (№ 12) такие критики, как В. Полонский и М. Кузмин, заговорили о связи юмора Аверченко с традицией Марка Твена.
Другие (А. Измайлов) сопоставляли его с ранним Чеховым. Аверченко затрагивал в своём творчестве разные темы, но главный его «герой» — это быт и жизнь обитателей Петербурга: писателей, судей, городовых, горничных, не блещущих умом, но всегда у него очаровательных дам. Аверченко издевается над глупостью некоторых обывателей города, вызывая у читателя ненависть к «среднему» человеку, к толпе.
В 1912 году в Санкт-Петербурге выходят в свет книги писателя: «Круги по воде» и «Рассказы для выздоравливающих», после чего за Аверченко закрепляется звание «Короля смеха». Рассказы его инсценировались и ставились в петербургских театрах.
На данном этапе в творчестве писателя выработался определённый комплексный тип рассказа. Аверченко утрирует, расписывает анекдотические ситуации, доводя их до полнейшего абсурда. Притом что его анекдоты не имеют и тени правдоподобия, они служат тем самым для большего «отстранения» действительности, которое было так необходимо интеллигентной публике того времени. Рассказ «Рыцарь индустрии» повествует о некоем Цацкине, который готов зарабатывать на жизнь абсолютно любым способом.
Постепенно в творчество Аверченко возвращаются трагические нотки, связанные с Первой мировой войной. С началом войны появляются политические темы, публикуются патриотически ориентированные произведения Аверченко: «План генерала Мольтке», «Четыре стороны Вильгельма», «Случай с шарлатаном Кранкен» и другие. Очерки и фельетоны Аверченко полны горечи и передают то состояние, в котором находилась Россия накануне Октябрьской революции. В некоторых рассказах этого периода писатель показывает разгул спекуляции и нравственной нечистоплотности.
В военные и предреволюционные годы книги Аверченко активно издаются и переиздаются: «Одесские рассказы» (1911), «Сорные травы» (1914), «О хороших, в сущности, людях» (1914), «О маленьких — для больших» (1916), «Синее с золотом» (1917) и другие. Особое место среди них представляют «детские» рассказы: сб. «О маленьких — для больших», «Шалуны и ротозеи» (1915) и другие.
По подсчётам исследователей, за десятилетие (1908—1917) вышло более сорока сборников Аверченко. К 1917 году Аверченко перестал писать чисто юмористические произведения, перейдя в область сатиры. Теперь его основные темы — это обличение современной власти и политических деятелей. С 1917 по 1921 год в творчестве Аверченко мир разделён на две части: мир до революции и мир после революции. Эти два мира у писателя постепенно противопоставляются. Аверченко воспринимает революцию как обман рабочего человека, который должен в определённый момент спохватиться и вернуть всё на свои места в своей стране. И опять Аверченко доводит ситуацию до абсурда: из жизни людей исчезают книги, в рассказе «Урок в совдепской школе» дети по книжке изучают, какая была еда. Также писатель изображает главных российских политиков Троцкого и Ленина в образах беспутного мужа и сварливой жены («Короли у себя дома»). Второй мир России у Аверченко — это мир беженцев, мир тех, кто «зацепился» за эмиграцию. Этот мир раздроблен и предстаёт, прежде всего, в образе Константинополя. Здесь можно отметить рассказы «Константинопольский зверинец» и «О гробах, тараканах и пустых внутри бабах», в котором три человека пытаются выжить в Константинополе, они делятся друг с другом своим опытом о том, как каждый из них зарабатывает себе на хлеб. Исследователь творчества Аверченко О. Кузьмина отмечает, что «обращение к типу повествования от первого лица позволяет писателю сделать героя-рассказчика не только главным действующим персонажем, но и выразителем авторской точки зрения».
В 1921 году в Париже он опубликовал сборник памфлетов «Дюжина ножей в спину революции», где герои — дворяне, купцы, чиновники, военные, рабочие — с ностальгией вспоминают о прошлой жизни. Книга вызвала отповедь в советской печати, в частности, Николай Мещеряков назвал её «юмором висельника». В этом же году вышла статья Ленина «Талантливая книжка», в которой Аверченко назван «озлобленным до умопомрачения белогвардейцем», однако при этом Ленин нашёл книгу «высокоталантливой». В ответ Аверченко пишет рассказ «Приятельское письмо Ленину от Аркадия Аверченко», в котором подытоживает свой эмигрантский путь «из петербургских „варяг“ в константинопольские „греки“, начиная с запрета большевиками „Нового Сатирикона“ и проведения широких арестов»
В том же году Аверченко выпускает сборник «Дюжина портретов в формате будуар».
Опыт эмигрантской жизни писателя отразился в его книге «Записки Простодушного» 1921 года. «Записки Простодушного» — сборник рассказов о жизни людей самых разнообразных характеров и типов, их радости и страданиях, приключениях и жестокой борьбе. Приблизительно в это же время выходят в свет сборник рассказов «Кипящий котёл».
В 1922 году издаётся сборник «Дети». Аверченко описывает восприятие послереволюционных событий глазами ребёнка, воспроизводя особенности детской психологии и уникальной фантазии.
В 1923 году в берлинском книгоиздательстве «Север» вышел его сборник эмигрантских рассказов «Записки Простодушного».
Последней работой писателя стал роман «Шутка Мецената», написанный в Сопоте в 1923 году, а изданный в 1925 году в Праге, уже после его смерти.

### Сатирические типы
1. Политики: Госдума, октябристы.
2. Женские типы: Женщина недалёкая, но всегда желанная («Мозаика», «Жалкое существо»).
3. Люди искусства («Золотой век», «Поэт», «Неизлечимые»).
4. Быт города («День человеческий»).

### Театральные постановки
- Кабаре-сюита «Под холщовыми небесами» по пьесам Аркадия Аверченко и стихам Саши Чёрного в Театре флота им. Б. А. Лавренева в постановке Екатерины Гранитовой-Лавровской, Севастополь, 2017.
- Спектакль «Альбом. Семь способов соблазнения» по девяти рассказам в Рижском русском театре имени Чехова был поставлен 19 мая 2016 года[29].
- Постановка «Борьба полов» из пяти рассказов: «Ниночка», «Случай с Патлецовым», «Красивая женщина», «Весёлый вечер» и «Сазонов» была поставлена Новосибирским театром «Красный факел» 31 января 2017 года[30].
- Пьеса «Игра со смертью» была поставлена Омским драматическим театром «Галёрка» 19 июля 2017 года[31].
- «Чёртова дюжина», ретро-комедия по рассказам Аркадия Аверченко. Режиссёр-постановщик-Виктор Выбриенко.

### Экранизации
- 1914 — «Сила сопротивления» (другое название — «Что ей самое обидное»), автор сценария. Режиссёр — Евгений Бауэр. Производство — «А. Ханжонков и К°».
- 1916 — «Человек без пуговиц». Режиссёр — Николай Маликов.
- 1941 — «Ins Grab kann man nichts mitnehmen» («В могилу ничего не унесешь»). Короткометражный фильм по сюжету пьесы или рассказа. Режиссёр — Вольфганг Штаудте. Производство — «Tobis-Filmkunst GmbH» (Берлин) (производственная группа Вернера Мальбрана)[32].
- 1963 — «Крыса на подносе». Телефильм по одноимённому рассказу. Режиссёр — Андрей Тутышкин. Производство — «Мосфильм».
- 1964 — «Der Selbstmörder» («Самоубийца», по одноимённой пьесе), мини-телефильм. Режиссёр - Frank Guthke, ФРГ.
- 1999 — «Шутить изволите?». Киноальманах. Режиссёр: Мирза-Ага (Михаил) Ашумов
- 2008 — «Невинные создания». Режиссёры — Евгений Юликов, Юрий Бердников. Экранизация двух рассказов — «Нянька» (в фильме — «Фартовая девчонка») и «Кривые Углы» (в фильме — «Воспитатель Киси»)
- 2010 — The Hunger Poem, короткометражный «фильм одного актёра», в исполнении Алекса Якубсона, по рассказу Аверченко «Поэма о голодном человеке» в английском переводе.